# تینخاکا
تینخاکا (انگلیسی: Tinjacá) نام یک منطقه مسکونی در کلمبیا است.